# Ontario Northland Transportation Commission
Die Ontario Northland Transportation Commission (Ontario Northland) ist eine 1902 gegründete Behörde der Provinz Ontario, die Aufgaben der Verkehrsanbindung und Infrastruktur in Nordontario erbringt.

## Schienenverkehr

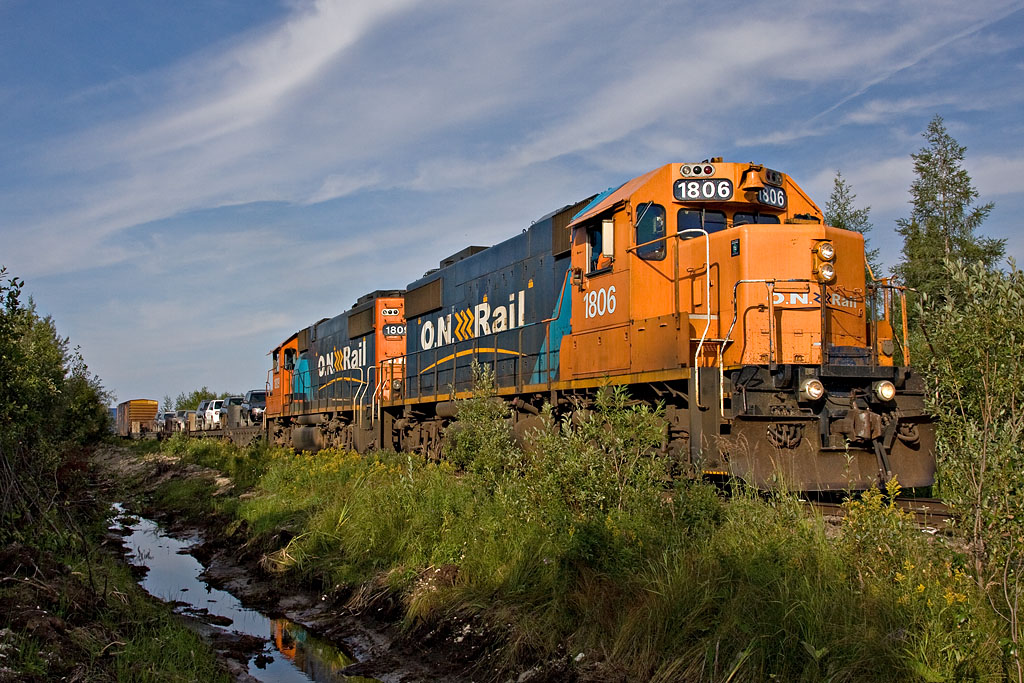
Polar Bear Express bei Moosonee

Ontario Northland besitzt und unterhält über die „Ontario Northland Railway“ ein Schienennetz von ca. 1.100 km Streckenlänge. Neben der Nutzung des Netzes für den Schienengüterverkehr wird auf der Strecke Moosonee–Cochrane auch Personenverkehr betrieben (Polar Bear Express, montags bis freitags 1× täglich).
Der Personenverkehr auf der Verbindung Cochrane–North Bay–Toronto (Northlander) wurde Ende September 2012 aus finanziellen Gründen aufgegeben und auf Busverkehr umgestellt. Für die Mitte der 2020er ist eine Wiederinbetriebnahme des Personenverkehrs geplant, wofür im Dezember 2022 bei Siemens drei Garnituren, die jeweils aus einer Lokomotive vom Typ Charger und drei Personenwagen vom Typ Venture bestehen und als Wendezüge ausgelegt werden, bestellt wurden.

## Busverkehr
Ontario Northland betreibt Intercity-Busverkehr zum Anschluss des dünn besiedelten Nordontarios an den dichter besiedelten Süden der Provinz sowie Zubringerlinien zum Polar Bear Express. Als weiterer Dienst wird die Mitnahme von Paketen in den Linienbussen angeboten.

## Telekommunikation
Die Tochtergesellschaft ontera, die den östlichen Teil Nordontarios mit Telekommunikationsinfrastruktur und -dienstleistungen versorgt, wurde im Jahr 2014 von der Provinz an das Telekommunikationsunternehmen Bell Aliant verkauft.